# Scorzè
Scorzè is een gemeente in de Italiaanse provincie Venetië (regio Veneto) en telt 18.550 inwoners (31-12-2004). De oppervlakte bedraagt 33,3 km², de bevolkingsdichtheid is 557 inwoners per km².
De volgende frazioni maken deel uit van de gemeente: Cappella, Gardigiano, Peseggia, Rio San Martino, Scorzè.

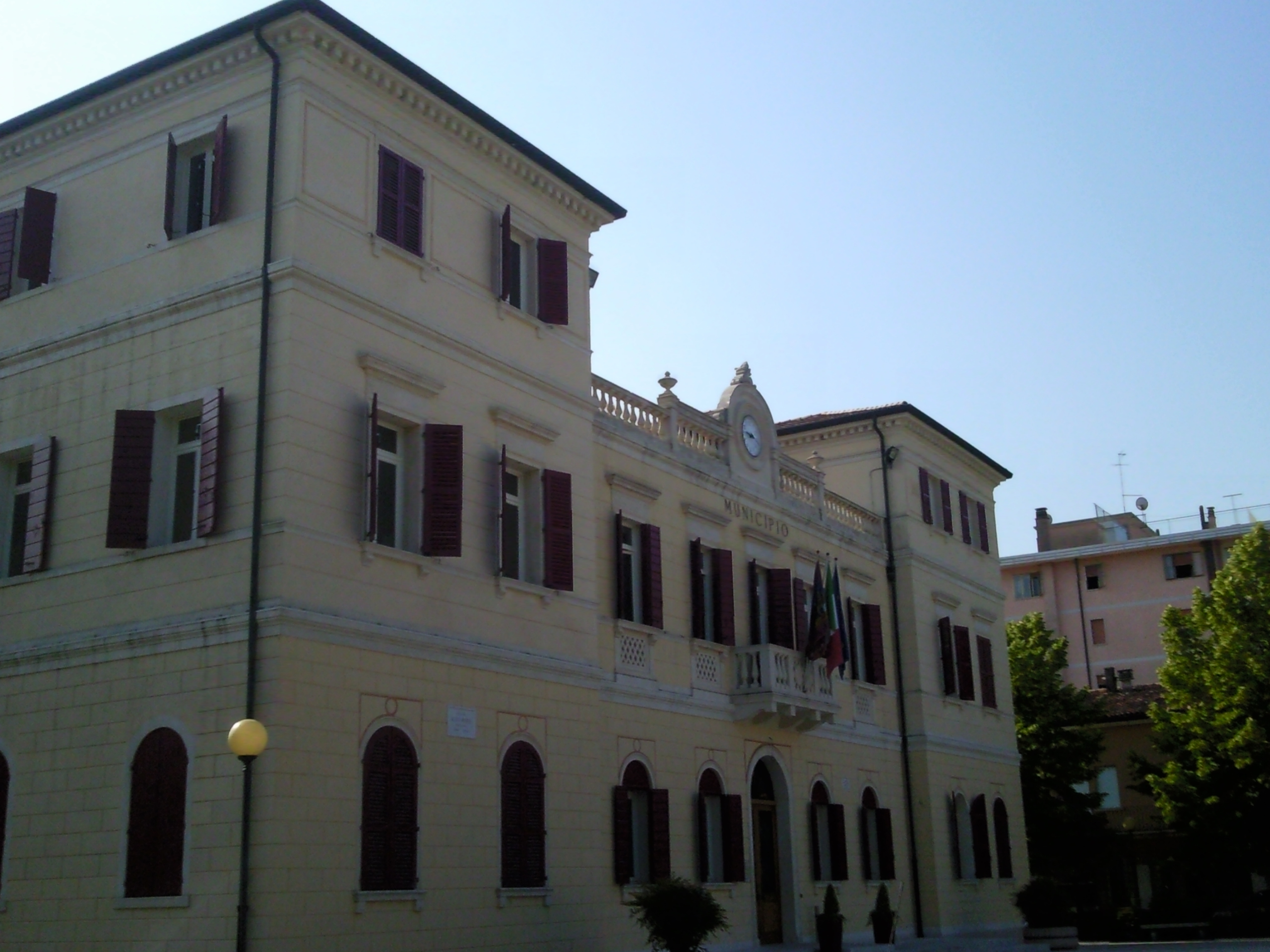
Gemeentehuis
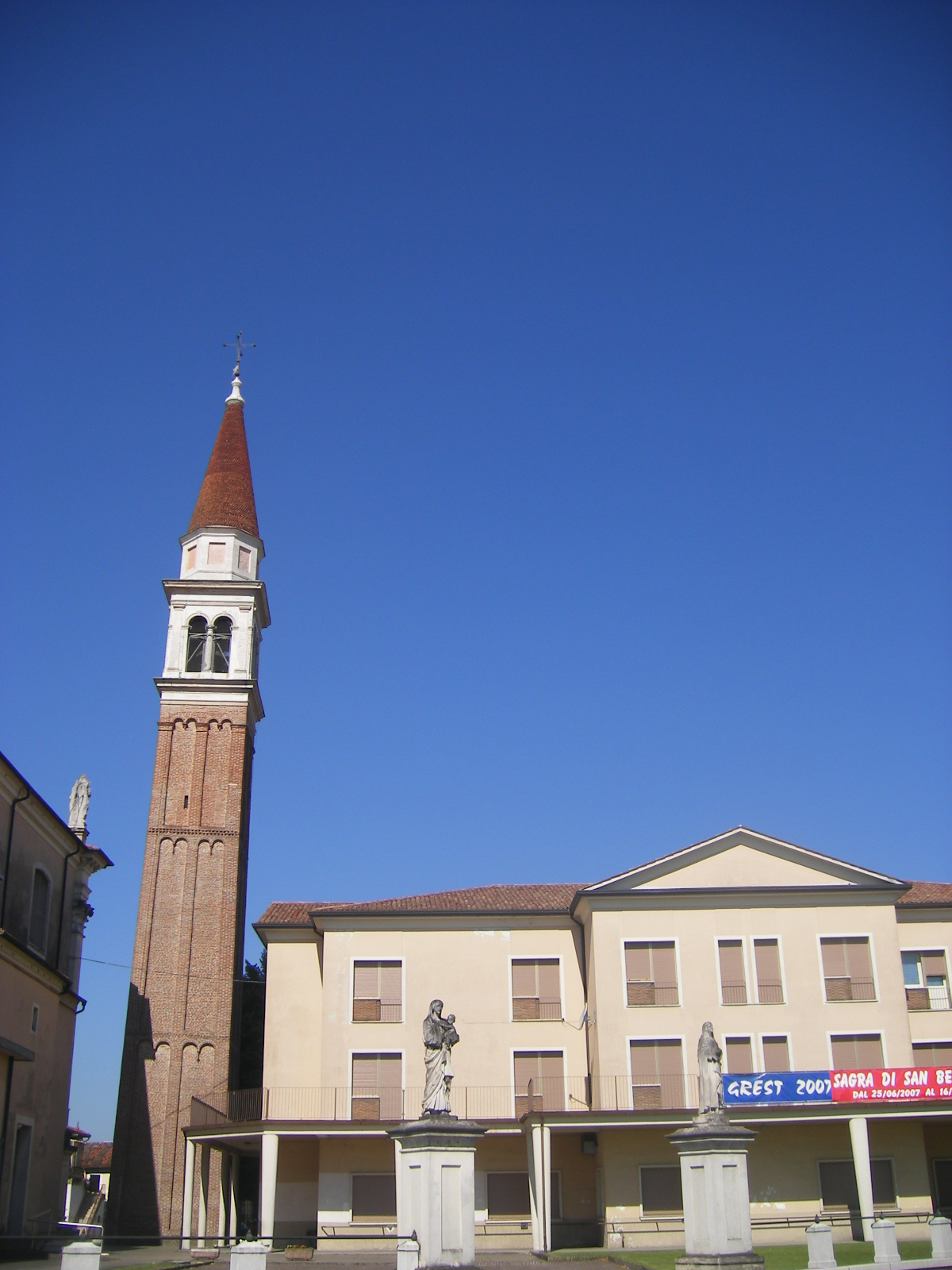
Centrum
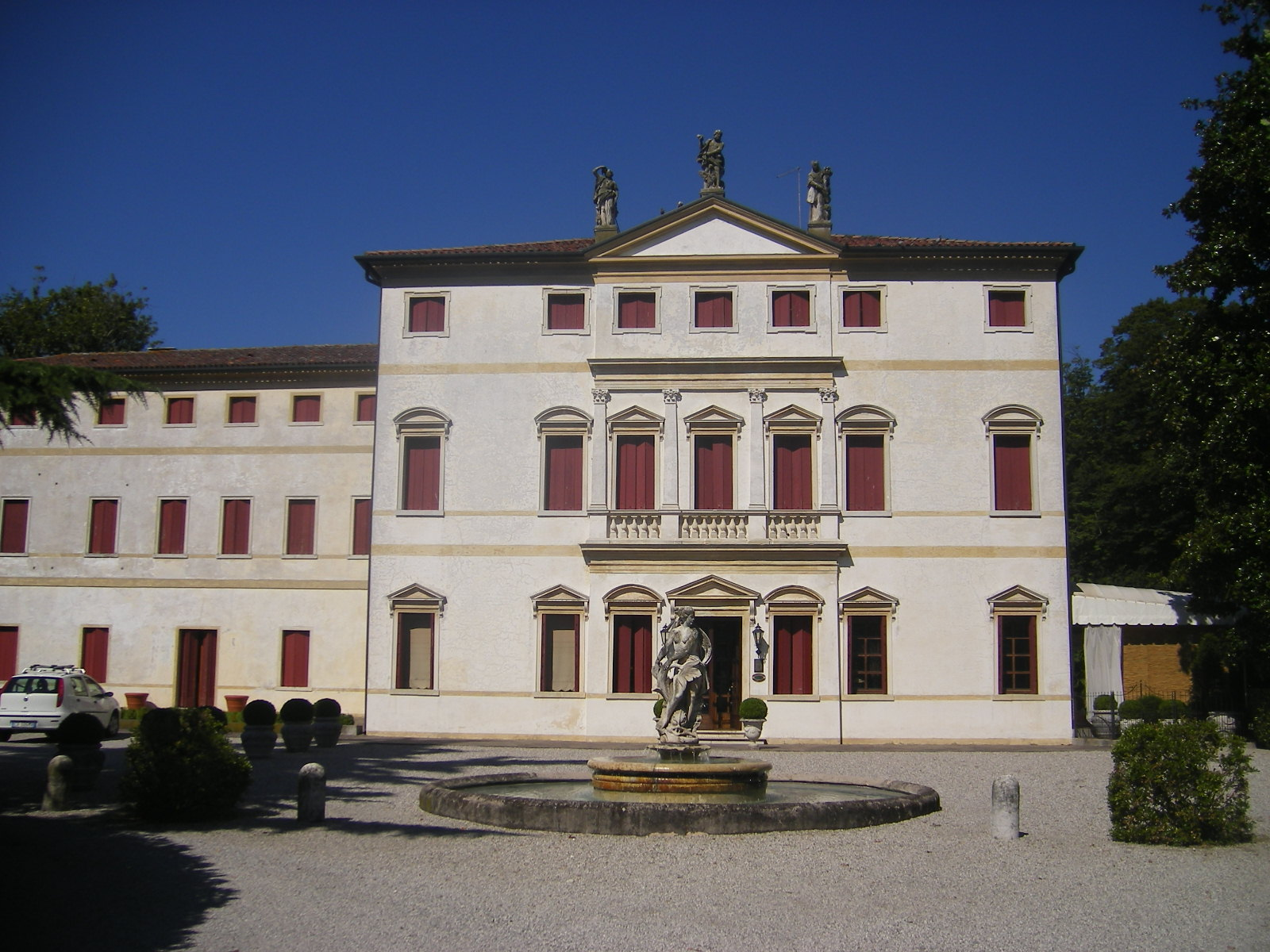
Villa Conestabile
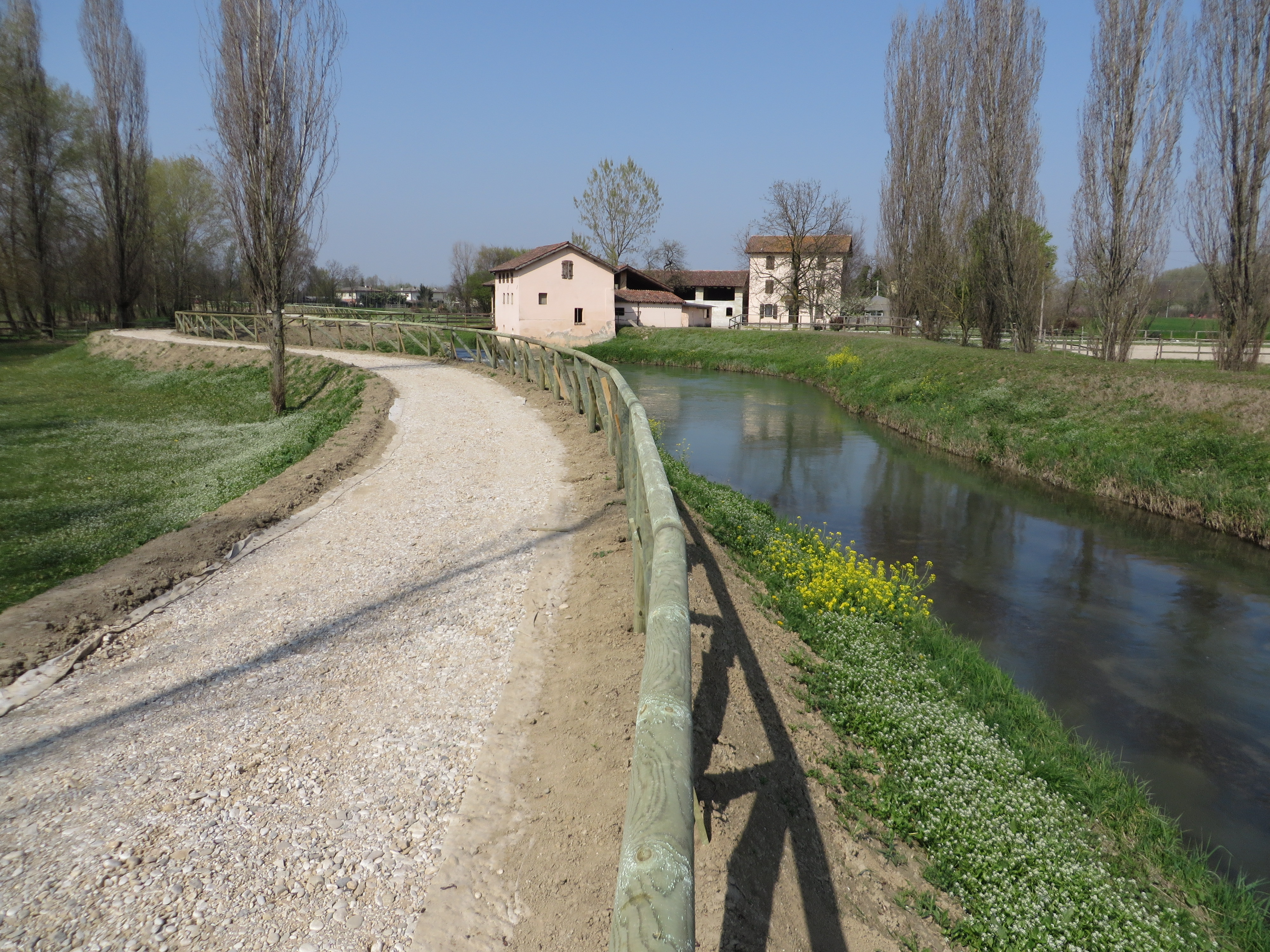
Lungodese
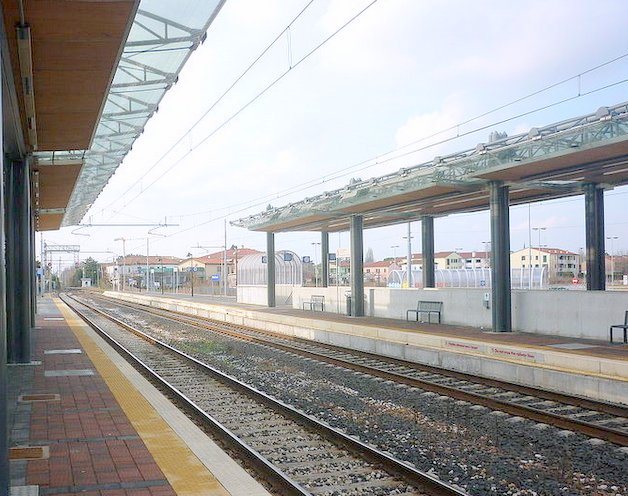
Station van Noale-Scorzè

## Demografie
Scorzè telt ongeveer 6803 huishoudens. Het aantal inwoners steeg in de periode 1991-2001 met 10,5% volgens cijfers uit de tienjaarlijkse volkstellingen van ISTAT.
| Jaar | Inwoneraantal |
| ---- | ------------- |
| 1991 | 15.657        |
| 2001 | 17.295        |

## Geografie
De gemeente ligt op ongeveer 16 meter boven zeeniveau.
Scorzè grenst aan de volgende gemeenten: Martellago, Mogliano Veneto (TV), Noale, Salzano, Trebaseleghe (PD), Venetië, Zero Branco (TV).

## Geboren
- Pietro Ghedin (1952), voetballer en voetbaltrainer